# Gatis Truksnis
Gatis Truksnis (ur. 31 sierpnia 1969 w Jełgawie) – łotewski tłumacz i polityk, wieloletni samorządowiec, w latach 2010–2022 mer Jurmały.

## Życiorys
Kształcił się w szkole średniej w Jełgawie oraz lokalnej szkole muzycznej. W 1993 ukończył studia z dziedziny języka i literatury angielskiej na Wydziale Języków Obcych Uniwersytetu Łotewskiego, następnie zaś w 2007 studia prawnicze na Wydziale Prawa tej samej uczelni.
Podjął pracę w Departamencie Finansów Urzędu Miejskiego w Rydze, następnie zaś w Łotewskiej Agencji Inwestycji i Rozwoju. Był także członkiem władz spółki „Jūrmalas siltums” oraz dyrektorem wykonawczym samorządu w Jurmale. W wyborach w 2009 po raz pierwszy został wybrany w skład rady miejskiej Jurmały, reelekcję uzyskiwał w latach 2013, 2017 i 2021.
W przeszłości był związany z LPP/LC jako przewodniczący jej oddziału w kurorcie, następnie zaś z Łotewską Partią Zielonych
W latach 2010–2013 po raz pierwszy sprawował funkcję mera Jurmały. W czerwcu 2013 ponownie został wybrany na tę funkcję, pozostając na urzędzie do stycznia 2017. Od czerwca 2017 był ponownie merem Jurmały, wybrany na tę funkcję głosami Związku Zielonych i Rolników oraz Socjaldemokratycznej Partii „Zgoda”. Reelekcję uzyskał w lipcu 2021. 25 listopada 2022 na skutek orzeczenia sądu stracił mandat radnego Jurmały, a co za tym idzie, przestał być jej merem. Jego następczynią została Rita Sproģe.
W przeszłości był związany z klubem Rotary International. Był żonaty z Lolitą Truksne.